# Germán Daffunchio
Germán Daffunchio (n. 8 de septiembre de 1961) es un músico argentino, actual frontman (sucediendo a Alejandro "Bocha" Sokol) y guitarrista de la banda rocanrolera argentina Las Pelotas. Anteriormente fue miembro fundador y guitarrista de la mítica banda Sumo, donde estuvo involucrado hasta su disolución.

## Biografía y carrera artística
En el año 1980 conoció al cantante Luca Prodan a través de su cuñado, Timmy McKern. Junto a él y Alejandro Sokol formó Sumo, en la que tocaba la guitarra. Tras la muerte de Prodan y la disolución de la banda, al año siguiente en 1988 formó el grupo Las Pelotas junto a Alejandro Sokol. Con Las Pelotas, ha grabado más de diez trabajos discográficos y también se ha destacado como compositor en muchas de las letras del grupo.

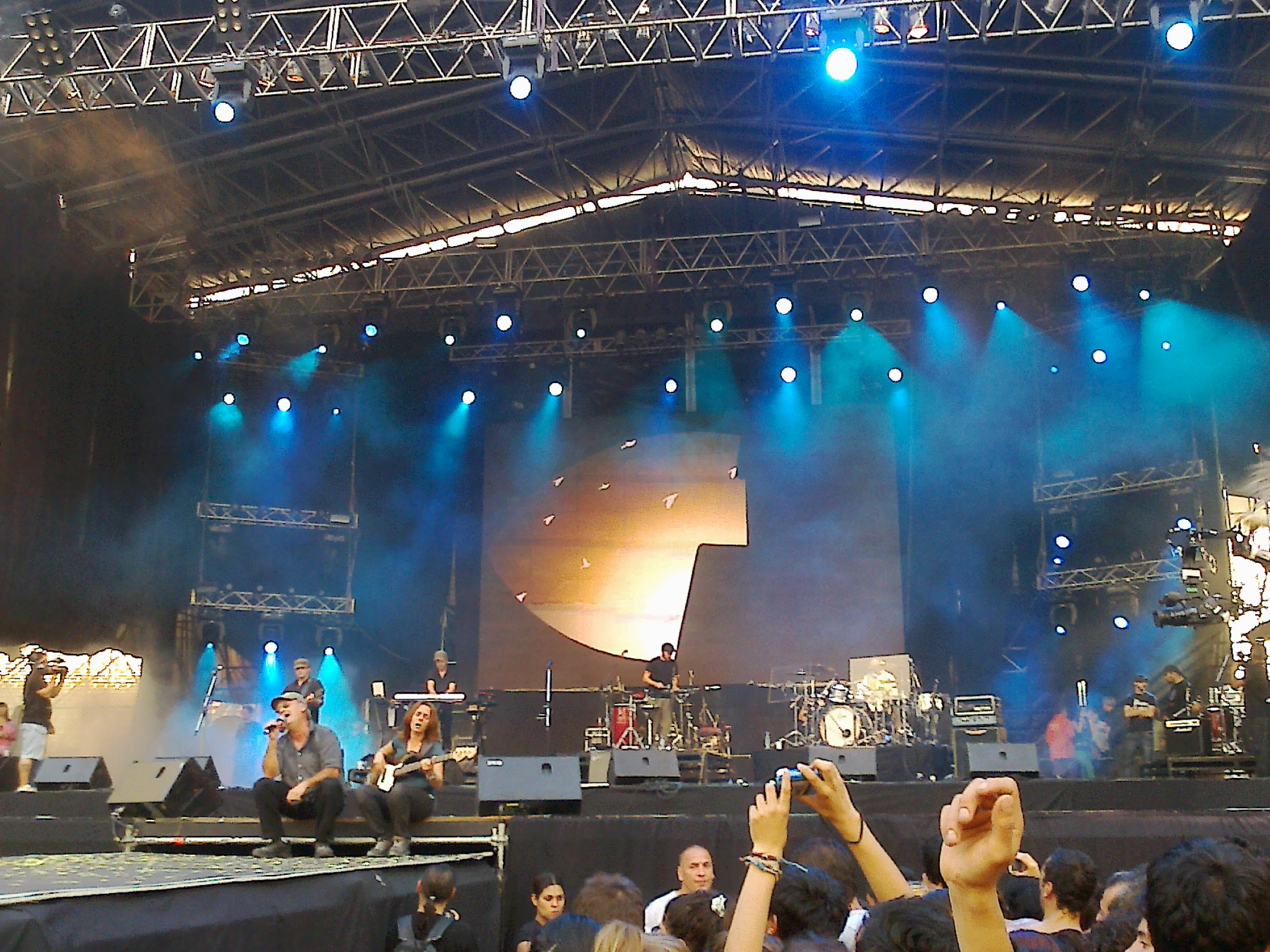
Germán Daffunchio con Las Pelotas en un recital en el Estadio Único de La Plata el 14 de octubre de 2013

## Discografía

### Con Sumo
- Corpiños en la Madrugada (1983; reeditado en 1992)
- Divididos por la Felicidad (1985)
- Llegando los Monos (1986)
- After Chabón (1987)
- Fiebre (1989)

### Con Las Pelotas
- Corderos en la noche (1991)
- Máscaras de sal (1994)
- Amor seco (1995)
- La clave del éxito (1997)
- ¿Para qué? (1998)
- Todo por un polvo (1999)
- Selección (2001)
- Maxisimple (2002)
- Esperando el milagro (2003)
- Show (2005)
- Basta (2007)
- Despierta (2009)
- Vivo (2011)
- Cerca de las nubes (2012)
- 5x5 (2014)
- Brindando por nada (2016)
- Es así (2020)